# Neocurtimorda rufipalpis
Neocurtimorda rufipalpis es una especie de coleóptero de la familia Mordellidae.

## Distribución geográfica
Habita en Transvaal en (Sudáfrica).